# Техникум (платформа, Минская область)
Те́хникум (бел. Тэхнiкум) — остановочный пункт электропоездов в Пуховичском районе (Минская область, Беларусь).
Расположен в 59 километрах от Минска (станции Минск-Пассажирский) между остановочным пунктом Вендеж и станцией Пуховичи (юго-восточное направление железнодорожной линии).
Примерное время в пути со всеми остановками от ст. Минск-Пассажирский — 1 ч. 12 мин.; от ст. Пуховичи — 3 мин.
Ближайший населённый пункт — посёлок Марьино (примыкает с северной и северо-восточной стороны платформы).
Название остановочного пункта связано с аграрно-техническим колледжем (в советские времена бывшим совхоз-техникумом), действующим в посёлке и в разговорной речи местных жителей именуемом по-прежнему «техникум».